# NGC 2539
NGC 2539 ist ein 6,5 mag heller offener Sternhaufen mit einer Winkelausdehnung von 22' im Sternbild Puppis. Der Sternhaufen ist etwa 650 Millionen Jahre alt und enthält etwa 170 Sterne. Die Bezeichnung steht für die Nummer im New General Catalogue.
Der Sternhaufen ist etwa 4400 Lichtjahre entfernt. Im Vordergrund von NGC 2539 liegt der Stern 19 Puppis, der allerdings nicht zum Sternenhaufen gehört und nur 185 Lichtjahre entfernt liegt.
Das Objekt wurde am 31. Januar 1785 vom deutsch-britischen Astronomen Wilhelm Herschel entdeckt.